# 郝景芳
郝 景芳（かく けいほう、ハオ・ジンファン、1984年7月27日 - ）は、中華人民共和国の小説家。代表作にサイエンス・フィクション中編小説「北京折畳」（英語: Folding Beijing）。

## 略歴
1984年、天津市に生まれた。2002年に全国中学生第四回新概念作文大賽一等賞を受賞した。2006年に清華大学物理系卒業。2006年から2008年にかけて清華大学天体物理中心で造詣を深める。大学4年生から創作に取り組み、「祖母家的夏天」（おばあちゃんの家の夏）が2007年に銀河賞の読者ノミネート賞を受賞する。博士課程で清華大学経済管理学院の在学中に短篇集『星旅人』、長編小説『流浪瑪厄斯』と『回到卡戎』、紀行エッセイ『時光裡的欧洲』（時間の中のヨーロッパ）を発表する。
2014年に発表した『北京折畳』は、2016年にサイエンス・フィクション小説を対象とした世界文学界で最も栄誉がある賞の一つである「ヒューゴー賞 中編小説部門」を受賞している。2017年に童行学院を設立し、山村の子供を中心に一般教育プログラムを提供。2018年には世界経済フォーラムのヤング・グローバル・リーダーズに選出された。

## 受賞
- 2016年 ヒューゴー賞 中編小説部門 - 「北京折畳」のケン・リュウ英訳（英語: Folding Beijing, 2015年刊）

## 日本語訳
- 四谷寛訳「最後の勇者」、人民文学雑誌社主編『中国SF作品集』外文出版社、2018年
- 及川茜訳『郝景芳短篇集』白水社〈エクス・リブリス〉、2019年3月。ISBN 9784560090572 ※『孤独深処』7篇の訳
  - 「北京　折りたたみの都市」（北京折畳）
  - 「弦の調べ」（弦歌）
  - 「繁華を慕って」（繁華中央）
  - 「生死のはざま」（生死域）
  - 「山奥の療養院」（深山療養院）
  - 「孤独な病室」（孤単病房）
  - 「先延ばし症候群」（拖延症患者）
- ケン・リュウ編『折りたたみ北京　現代中国SFアンソロジー』早川書房、2018年2月、のち文庫、2019年10月。ISBN 9784153350366
  - 中原尚哉訳「見えない惑星」
  - 大谷真弓訳「折りたたみ北京」、※「北京折畳」のケン・リュウ英訳（2015年刊）の重訳
- 大谷真弓訳「正月列車」、ケン・リュウ編『月の光　現代中国SFアンソロジー』早川書房、2020年3月
- 上原かおり訳「遠くへ行くんだ」、『中国現代文学　22』ひつじ書房、2020年4月
- 及川茜訳「阿房宮」、『中国・SF・革命』河出書房新社、2020年8月
- 櫻庭ゆみ子訳『1984年に生まれて』中央公論新社、2020年11月。ISBN 9784120053559※『生於一九八四』の訳
- 立原透耶・浅田雅美訳『人之彼岸』早川書房、2021年1月
  - 「スーパー人工知能まであとどのくらい」
  - 「人工知能の時代にいかに学ぶか」
  - 「あなたはどこに」
  - 「不死医院」
  - 「愛の問題」
  - 「戦車の中」
  - 「人間の島」
  - 「乾坤（チェンクン）と亜力（ヤーリー）」
- 及川茜・大久保洋子訳『流浪蒼穹』早川書房、2022年3月
- 櫻庭ゆみ子訳「祖母の家の夏」、武甜静編『走る赤　中国女性SF作家アンソロジー』中央公論新社、2022年4月

## 著書
- 『流浪瑪厄斯』新星出版社、2011年4月1日。ISBN 9787513301947。 - 長篇

- 『星旅人』清華大学出版社、北京市、2011年9月1日。ISBN 9787302264118。 - 短篇集

- 『回到卡戎』新星出版社、2012年8月1日。ISBN 9787513308113。 - 長篇

- 『時光裡的欧洲』中国華僑出版社、2012年。 - ヨーロッパ紀行のエッセイ

- 『流浪蒼穹』江蘇文芸出版社、江蘇省、2016年4月1日。ISBN 9787539992037。 - 長篇。『流浪瑪厄斯』と『回到卡戎』の合本

- 『生於一九八四』電子工業出版社、2016年6月1日。ISBN 9787121286599。 - 長篇

- 『去遠方』江蘇文芸出版社、江蘇省、2016年7月1日。ISBN 9787539992778。 - 短篇集。『星旅人』に変更を加え改題。
- 『孤独深処』江蘇文芸出版社、江蘇省、2016年8月1日。ISBN 9787539992761。 - 短篇集。「北京折畳」を含む全11篇。
- 『人之彼岸』中信出版社、2017年。ISBN 9787539992778。 - 短篇集